# Carlos Menem
Carlos Saúl Menem, właśc. Carlos Saúl Menem Akil (ur. 2 lipca 1930 w Anillaco, zm. 14 lutego 2021 w Buenos Aires) – argentyński prawnik i polityk, prezydent Argentyny w latach 1989–1999. Najdłużej urzędujący prezydent w historii kraju.

## Życiorys
Carlos Saúl Menem Akil urodził się 2 lipca 1930 w Anillaco w argentyńskiej prowincji La Rioja jako syn Saúla Menema i Mohibe Akil, syryjskich emigrantów wyznających islam sunnicki. Został wychowany na muzułmanina, jednak jako dorosły przeszedł na katolicyzm (droga do kariery politycznej była aż do 1994 zamknięta dla niekatolików).
W 1955 ukończył prawo na uniwersytecie w Córdobie. Na studiach związał się z peronistami. W 1957 został na krótko uwięziony po tym jak poparł protesty przeciwko dyktaturze Pedra Eugenia Aramburu. W 1973 został gubernatorem prowincji La Rioja. W 1976 został aresztowany przez juntę wojskową i przebywał w więzieniu do 1981. W 1983 został ponownie wybrany na gubernatora prowincji.

### Prezydentura
W 1989 został wybrany na prezydenta Argentyny. Przejął władzę w chwili, gdy Argentynę nękał kryzys gospodarczy i hiperinflacja. Jego reformy jak ścisłe powiązanie kursu peso do dolara amerykańskiego, prywatyzacja i olbrzymi napływ inwestycji zagranicznych sprawiły, że inflacja spadła a PKB wzrosło o 35% w przeciągu 4 lat. Jednak odbyło się kosztem wzrostu bezrobocia.
W 1994 znowelizowano konstytucję, umożliwiając prezydentowi kandydowanie na kolejną kadencję, ale ograniczono również jego uprawnienia. Urząd mera Buenos Aires stał się urzędem wybieralnym, szef banku centralnego mógł być usunięty tylko za zgodą Kongresu, a także wprowadzono urząd rzecznika praw obywatelskich.
Krytykowany za śledztwa w sprawie zamachu na ambasadę Izraela w Buenos Aires w 1992 i zamachu na żydowskie centrum kultury dwa lata później, które uznano za stronnicze. Podejrzewany o to, że zniechęcił śledczych do badania tzw. śladu irańskiego, który wskazywał na udział Iranu w obydwu zamachach.
Krytykowano go przede wszystkim za ułaskawienie Jorge Videli, Emilia Massery, Leopolda Galtierego i innych szefów junty wojskowej z lat 1976–1983.

### Po prezydenturze
W 1999 Menem chciał po raz trzeci kandydować na urząd prezydenta, lecz zostało to uznane za niekonstytucyjne. W 2003 znowu stanął do wyścigu o najwyższy urząd w państwie. Wygrał co prawda pierwszą rundę z 24% poparcia wobec 22% Néstora Kirchnera, co sprawiło, że była konieczna druga tura. Sondaże jednak dawały miażdżące zwycięstwo Kirchnerowi, przez co Menem wycofał się z wyścigu.

## Odznaczenia
- Wielki Mistrz Orderu Wyzwoliciela San Martina (Argentyna)
- Wielki Mistrz Orderu Maja (Argentyna)
- Order Zasługi Republiki Włoskiej I klasy z Wielkim Łańcuchem (1992)
- Łańcuch Orderu Manuela Amadora Guerrero (Panama, 1992)
- Łańcuch Orderu Izabeli Katolickiej (Hiszpania, 1994)
- Krzyż Wielki Orderu Zasługi RP (1995)[4]
- Wielki Order Króla Tomisława (Chorwacja, 1995)[5]
- Łańcuch Orderu Nilu (Egipt)
- Krzyż Wielki Orderu Białej Róży (Finlandia)
- Członek Honorowy Orderu Jamajki
- Krzyż Wielki Orderu Witolda Wielkiego (Litwa)
- Krzyż Wielki Orderu Dobrej Nadziei (Republika Południowej Afryki)
- Wielki Łańcuch Orderu Sikatuny (Filipiny)
- Order Księcia Jarosława Mądrego I klasy – Ukraina[6]